# Words of Wisdom
Words of Wisdom är det ungerska power metal-bandet Wisdoms debutalbum, utgivet i november 2006 på Nail Records och i Japan på Soundholic i september 2007. Det är det första och enda av bandets studioalbum med trummisen Péter Kern, som ersatte Csaba Czébely.

## Låtlista
1. "Holy Vagabond" – 3:50
2. "Reduced to Silence" – 3:59
3. "Masquerade" – 3:40
4. "Wisdom" – 3:44
5. "Victory" – 4:25
6. "Take Our Soul" – 3:11
7. "Sands of Time" – 4:05
8. "Unholy Ghost" – 3:11
9. "Wheels of the War" – 4:44
10. "Wiseman Said" – 1:02
11. "Words of Wisdom" – 7:16

Bonusspår på den japanska utgåvan
1. "Prometheus" (Moby Dick-cover) – 3:27

## Medverkande
Musiker
- István Nachladal – sång
- Gábor Kovács – gitarr
- Zsolt Galambos – gitarr
- Máté Molnár – basgitarr
- Péter Kern – trummor

Bidragande musiker
- Tündi Szinyeri – körsång
- Nóri Pádár – körsång
- Pál Kökény – körsång
- Nikola Mijić – körsång
- István Horváth – sång

Produktion
- Gábor Kovács – producent, inspelningstekniker, mixning
- Minerva Pappi – mastering
- Gyula Havancsák – omslagskonst